# Glabbeek
Glabbeek ist eine belgische Gemeinde in der Region Flandern mit 5425 Einwohnern (Stand 1. Januar 2024). Sie besteht aus den Ortsteilen Attenrode-Wever, Bunsbeek, Glabbeek-Zuurbemde und Kapellen.
Löwen liegt 16 Kilometer (km) westlich, das Stadtzentrum von Brüssel etwa 40 km westlich und Maastricht und Lüttich jeweils 50 km östlich bzw. südöstlich.
Die nächsten Autobahnabfahrten befinden sich bei Bekkevoort im Norden an der A 2 und bei Tienen im Süden an der A 3/E 40. 

In Tienen, Diest und Löwen befinden sich die nächsten Regionalbahnhöfe. 

Die Flughäfen von Maastricht und Lüttich sind die nächsten Regionalflughäfen und der Flughafen Brüssel National nahe der Hauptstadt ist ein internationaler Flughafen.

## Wappen
Beschreibung: Fünf Reihen Eisenhut werden durch ein goldenes rechtes Obereck mit drei roten rechtsgelegten (2,1) gestellten Fäusteln unterbrochen.